# Resultados do Carnaval de Juiz de Fora em 2010
Resultados do Carnaval em Juiz de Fora em 2010. A vencedora do grupo A foi a escola Unidos do Ladeira que apresentou o enredo, Porque hoje é sábado. No grupo B a vencedora foi a escola Mocidade Alegre de São Mateus, já no grupo C a campeã foi a Unidos das Vilas do Retiro.
| Grupo A   | Grupo A                            | Grupo A | Grupo A   | Grupo A     |
| Colocação | Escola                             | Pontos  | Nota      | Ref.        |
| --------- | ---------------------------------- | ------- | --------- | ----------- |
| 1º        | Unidos do Ladeira                  | 109,4   |           | [ 1 ] [ 2 ] |
| 2º        | Real Grandeza                      | 108,9   |           | [ 1 ] [ 2 ] |
| 3º        | Partido Alto                       | 105     |           | [ 1 ] [ 2 ] |
| 4º        | Juventude Imperial                 | 103     |           | [ 1 ] [ 2 ] |
| 5º        | Mocidade Independente do Progresso | 99,4    |           | [ 1 ] [ 2 ] |
| 6º        | Vale do Paraibuna                  | 91,9    | Rebaixada | [ 1 ] [ 2 ] |
| Grupo B   |                                    |         |           |             |
| Colocação | Escola                             | Pontos  | Nota      | Ref.        |
| 1º        | Mocidade Alegre de São Mateus      | 110     | Promovida | [ 1 ] [ 2 ] |
| 2º        | União das Cores                    | 106,8   |           | [ 1 ] [ 2 ] |
| 3º        | Feliz Lembrança                    | 104,3   |           | [ 1 ] [ 2 ] |
| 4º        | Águia de Ouro                      | 102,4   |           | [ 1 ] [ 2 ] |
| 5º        | Rivais da Primavera                | 90,1    | Rebaixada | [ 1 ] [ 2 ] |
| Grupo C   |                                    |         |           |             |
| Colocação | Escola                             | Pontos  | Nota      | Ref.        |
| 1º        | Unidos das Vilas do Retiro         | 109,4   | Promovida | [ 1 ] [ 2 ] |